# Wichmann cel Tânăr
Wichmann al II-lea cel Tânăr (de asemenea, Wigmann sau Wichman) (n. cca. 930 - d. 22 septembrie 967) a fost membru al familiei Billungilor din Saxonia.
Wichmann era fiul contelui Wichmann cel Bătrân cu soția sa, Frederuna, probabil sora reginei Matilda de Ringelheim. Deși văr al împăratului Otto I "cel Mare", Wichmann a devenit cunoscut ca unul dintre cei mai îndârjiți inamici ai dinastiei Ottoniene aflate la conducerea Germaniei.
Wichmann s-a născut în ceea ce astăzi este Wichmannsburg, parte din Bienenbüttel, care era rezidența tatălui său. Wichmann I "cel Bătrân", deși întâiul născut dintre cei frați Billungi și deși devenise rudă cu împăratul Otto I prin căsătorie, a fost neglijat atunci când s-a procedat la împărțirea feudelor saxone din Marca Billungilor, care în 936 au revenit fratelui său mai mic, Herman Billung. Ca urmare, Wichmann "cel Bătrân" s-a revoltat împotriva regelui, alăturându-se răscoalei începute de ducele Eberhard de Franconia, dar renunțând ulterior. După moartea tatălui său din 944, Wichmann a trecut sub tutela unchiului său, Herman de Saxonia. Când a atins vârsta potrivită, el nu a reușit să succeadă decât în poziția de conte în Angria, comitat a cărui localizare nu se cunoaște cu certitudine.
Crescut la curtea lui Otto I până la momentul morții mamei sale, Wichmann s-a împrietenit cu fiul regelui, Liudolf, devenit duce de Suabia din 950. În 953, el a participat la răscoala lui Liudolf împotriva tatălui acestuia, regele, confruntându-se cu trupele saxone în vreme ce regele asedia Mainz, drept pentru care a redeschis conflictul tatălui său cu Herman de Saxonia, unchiul său, care între timp fusese numit de Otto ca princeps de Saxonia. Wichmann a fost capturat, însă, contrar dorinței lui Herman, Otto s-a abținut de la a-l pedepsi prea sever. El a fost eliberat în 954, dar nu a mai fost inclus în reorganizarea statului care a urmat acelei revolte.
Wichmann și fratele său mai mic, Egbert "cel Chior", simțindu-se încă privați de moștenirea lor, a întreprins mai multe acțiuni de pradă în Saxonia, iar în 955 a trecut în teritoriul triburilor slave ale obodriților și liubicilor (în regiunea Lübeck), unde l-au instigat la răscoală pe prințul Nako, a cărui acțiune a fost însă reprimată de regele Otto I în bătălia de la Recknitz. Tinerii Billungi s-au refugiat la curtea ducelui Ugo cel Mare din Franța. Când Ugo a murit în anul următor, Wichmann a fost nevoit să revină în Germania, fiind totuși iertat după ce a jurat supunere regelui Otto. Cu toate acestea, el a rămas un adversar implacabil, atacând în câteva rânduri teritoriile unchiului său Herman, până când a fost silit să se retragă în regiunea slavilor liutici, fiind tolerat de către margraful Gero "cel Mare".
În 963, Wichmann era un proscris care se afla la conducerea unei cete de slavi apuseni (probabil, pomeranieni) în bătălia împotriva ducelui Mieszko I al Poloniei, pe care l-a înfrânt în două rânduri și chiar i-a impus nivelul tributului. Pentru o scurtă perioadă, lui Wichmann i s-a permis să revină în Germania, pe moșiile soției sale, însă a fost încă o dată exilat de către unchiul său Herman, în timpul celei de a doua campanii a regelui Otto "cel Mare" în Italia. În 967, aflat în fruntea pomeranienilor, a fost înfrânt la Wolin de către o alianță formată din Mieszko și ducele Boleslau I al Boemiei, iar Wichmann a căzut în luptă. Pământurile lui Wichmann au fost confiscate de către Otto și divizate în două părți, jumătate trecând în proprietatea mănăstirii Sfântului Mihail constituită de către Herman Billung la Lüneburg, iar cealaltă parte fiind preluate pentru a se întemeia conventul de Keminada (lângă Bodenwerder) pe râul Weser.

## Căsătorie și urmași
Potrivit cu Res gestae saxonicae a lui Widukind de Corvey, Wichmann a fost căsătorit, fără a se menționa cu cine anume. Unii istorici au interpretat o clauză din actul de întemeiere a abației de la Corvey ca referindu-se la Wichmann, soția sa Hathwiga și fiul său Amelung, conte de Bikethop. Fiicele lui Wichmann, Imma și Frederuna au obținut permisiunea de a-și folosi moștenirea, pe baza căreia s-a fondat Keminada, de-a lungul vieții lor.